# 반중 감정
반중 감정이란 중국이나 중국인에 대한 혐오감과 반감을 뜻한다.
| Country polled | 긍정적 | 부정적 | 중립적 | 차이 |
| -------------- | ------ | ------ | ------ | ---- |
| 스웨덴         | 14%    | 85%    | 1      | -71  |
| 오스트레일리아 | 15%    | 81%    | 4      | -66  |
| 덴마크         | 22%    | 75%    | 3      | -53  |
| 영국           | 22%    | 74%    | 4      | -52  |
| 미국           | 22%    | 73%    | 5      | -51  |
| 대한민국       | 24%    | 75%    | 1      | -51  |
| 캐나다         | 23%    | 73%    | 4      | -50  |
| 네덜란드       | 25%    | 73%    | 2      | -48  |
| 벨기에         | 24%    | 71%    | 5      | -47  |
| 독일           | 25%    | 71%    | 4      | -46  |
| 프랑스         | 26%    | 70%    | 4      | -44  |
| 스페인         | 36%    | 63%    | 1      | -27  |
| 이탈리아       | 38%    | 62%    | 0      | -24  |

| Country polled | 긍정적 | 부정적 | 차이 |
| -------------- | ------ | ------ | ---- |
| 스페인         | 15%    | 68%    | –53  |
| 미국           | 22%    | 70%    | –48  |
| 인도           | 19%    | 60%    | –41  |
| 튀르키예       | 29%    | 54%    | –25  |
| 프랑스         | 35%    | 60%    | –25  |
| 인도네시아     | 28%    | 50%    | –22  |
| 영국           | 37%    | 58%    | –21  |
| 독일           | 20%    | 35%    | –15  |
| 캐나다         | 37%    | 51%    | –14  |
| 오스트레일리아 | 46%    | 47%    | –1   |
| 브라질         | 45%    | 38%    | 7    |
| 그리스         | 37%    | 25%    | 12   |
| 페루           | 49%    | 34%    | 15   |
| 러시아         | 44%    | 23%    | 21   |
| 멕시코         | 55%    | 26%    | 29   |
| 케냐           | 63%    | 27%    | 36   |
| 파키스탄       | 63%    | 12%    | 51   |
| 나이지리아     | 83%    | 9%     | 74   |
| 중화인민공화국 | 88%    | 10%    | 78   |

| Country polled | 긍정적 | 부정적 | 차이 |
| -------------- | ------ | ------ | ---- |
| 체코           | 25%    | 69%    | –44  |
| 프랑스         | 21%    | 63%    | –42  |
| 룩셈부르크     | 24%    | 61%    | –37  |
| 독일           | 26%    | 61%    | –35  |
| 스웨덴         | 31%    | 64%    | –33  |
| 이탈리아       | 29%    | 60%    | –31  |
| 스페인         | 29%    | 59%    | –30  |
| 네덜란드       | 32%    | 60%    | –28  |
| 덴마크         | 32%    | 59%    | –27  |
| 벨기에         | 34%    | 61%    | –27  |
| 오스트리아     | 34%    | 57%    | –23  |
| 핀란드         | 36%    | 55%    | –19  |
| 몰타           | 30%    | 47%    | –17  |
| 슬로베니아     | 41%    | 53%    | –12  |
| 폴란드         | 37%    | 48%    | –11  |
| 헝가리         | 40%    | 50%    | –10  |
| 포르투갈       | 36%    | 45%    | –9   |
| 슬로바키아     | 36%    | 44%    | –8   |
| 아일랜드       | 39%    | 47%    | –8   |
| 그리스         | 45%    | 49%    | –4   |
| 영국           | 39%    | 41%    | –2   |
| 에스토니아     | 43%    | 35%    | 8    |
| 리투아니아     | 49%    | 36%    | 13   |
| 크로아티아     | 54%    | 39%    | 15   |
| 불가리아       | 47%    | 31%    | 16   |
| 루마니아       | 56%    | 34%    | 22   |
| 라트비아       | 51%    | 29%    | 22   |
| 키프로스       | 58%    | 27%    | 31   |

## 지역별 반중 감정
대한민국, 일본, 베트남, 필리핀, 인도, 대만, 미국, 유럽 등은 모두 세계에서 반중 정서가 가장 강한 나라들이다.

### 동아시아

#### 한국
한국은 고대부터 중국의 지배와 침략을 받아오며 계속적인 갈등이 존재하고 있다. 원을 몰아낸 명나라가 고려의 영토를 요구하자 반중 정서가 고조되어 요동 정벌을 추진하기도 했다. 조선시대에는 명나라, 병자호란 이후 청나라에 종속되어 있다가, 근대에 들어 민족주의가 발달하고 간섭에 대한 반감이 강해져 독립국가인 대한제국을 선포하기에 이른다. 일제강점기 동안 1931년에는 화교에 대한 반감으로 촉발된 유혈사태인 만보산 사건이 발생하기도 하였다.
중국인에 대한 반감은 일제강점기나 대한민국 건국 당시부터 존재해 왔다. 중국 대륙에서 공산당이 주도권을 차지하고 6.25 전쟁 당시 중국의 의용군이 대량 참전하였고, 냉전 기간 동안에는 사실상 적대 국가로서 1992년 한중수교때까진 중국과 국교가 이루어지지 않았다. 과거사 면에서는 환빠나 일빠 등의 민중사학에서 요즘과 비슷한 중국 혐오를 시작하였으며, 동북공정에 관한 논란이 민족사에 관한 분쟁으로 직결되어 중화사상에 대한 반감을 촉발하였다. 현대에 대한민국에서는 반중 정서가 시간이 갈수록 강해지고 있는 것으로 조사되는데, BBC 조사에 의하면 중국에 대한 여론 호감도는 2002년 29%에서 2008년 8%까지 빠르게 감소했다. 중국으로부터 노동자와 이민자가 유입되면서 중국인, 특히 다수를 차지하는 한국계 중국인(조선족)에 대한 제노포비아가 대중 사이에서 급증하는 현상이 나타나기도 했다.
2017년 대한민국에 THAAD 설치가 결정되자 중국에서 한국에 대한 불매 운동을 일으켰고, 양국의 관계가 경직되면서 한국에서도 반중 정서가 강화되었다. 2018년 서울대학교 연구소의 여론조사에 의하면 응답자의 48%가 대한민국에 가장 위협이 되는 나라로 중화인민공화국을 뽑아 조선민주주의인민공화국을 뽑은 33%를 웃돌았다. 그러다 2019년 8월 홍콩 시위가 벌어지며 이를 지지하는 경향이 늘고 있으며, 2019년 12월 코로나바이러스감염증-19 사태, 2020년 샤이닝니키 한복 사태, 김치 예속화 시도, 조선구마사 관련 논란 등으로 인해 이른바 '문화공정'이라 부르는 중국의 국내 문화 예속 논란이 불거지면서 과거에 비해 심화되었다.

#### 일본
여러 여론 조사에 의하면 일본은 세계에서 반중정서가 가장 강한 국가로 집계된다. 중일전쟁 중의 난징 대학살 등 일본 제국의 과거사 평가 문제가 국가적 갈등 요인으로 작용하는 한편 센카쿠 열도에 관한 영토분쟁이 지속되고 있다. 현대 중국의 정치 요소에 대한 반감도 반중정서에 영향을 준다.

#### 대만
대만에서는 양안 문제와 연관되어 중국 대륙을 주적으로 바라보는 반중 정서가 강하다.

### 미국, 유럽

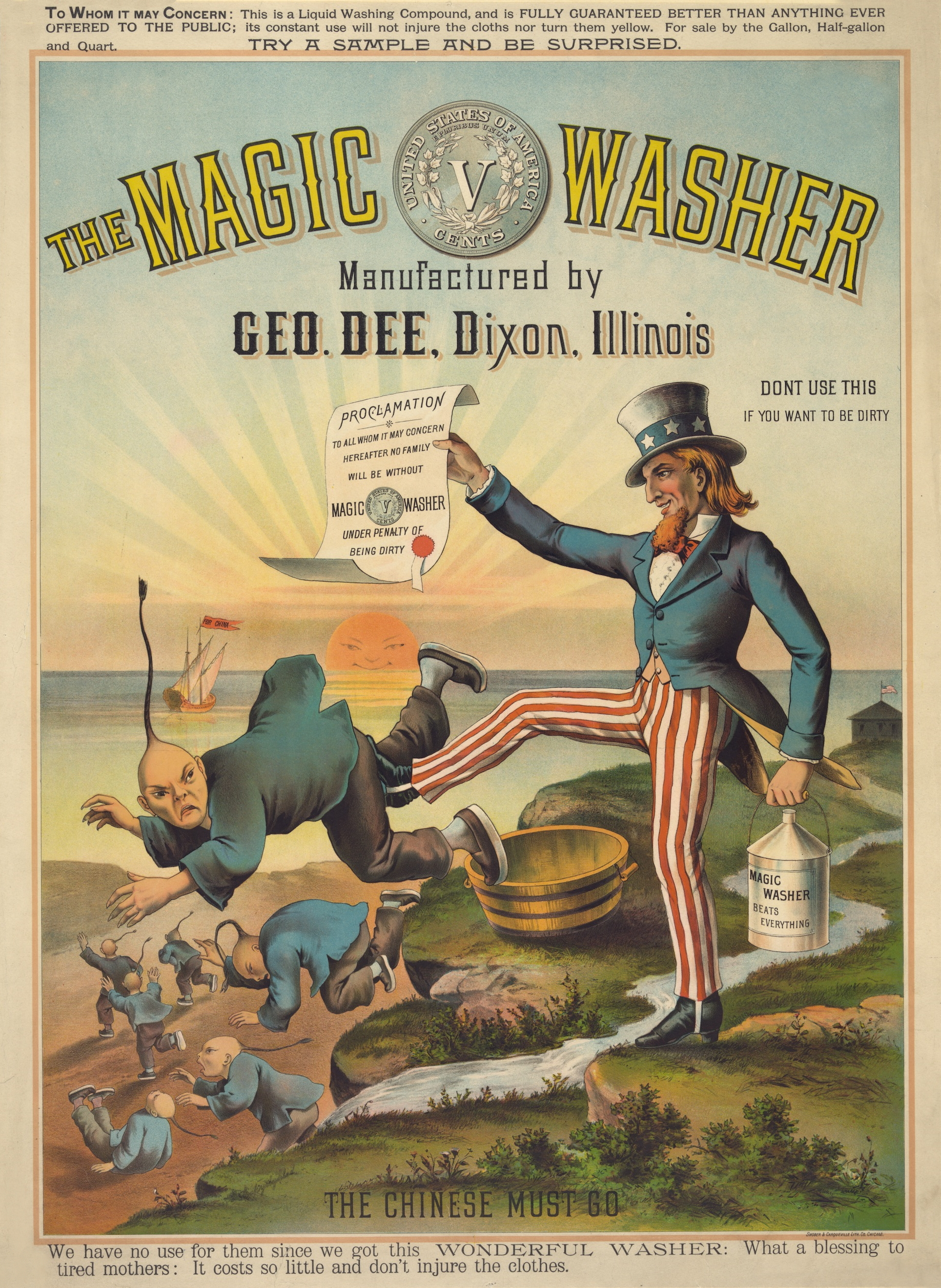
1886년 미국의 반중 포스터

다른 나라에 대한 중국의 인식처럼, 중국의 많은 인구, 오랜 역사, 그리고 규모가 두려움의 대상이 되어왔다. 중국은 많은 다른 방법으로 서양의 상상 속에서 매우 많은 인구와 함께 수세기 동안 존재하는 매우 큰 문명으로 간주해왔다. 그러나 중국 내전 이후 중화인민공화국의 부상은 중국에 대한 인식을 상대적으로 긍정적인 빛에서 부정적인 빛으로 극적으로 변화시켰다. 2020년 이후 코로나19 바이러스의 유행으로 인해 전세계에서 반중 감정이 증가한 것으로 보도되었다.

### 중앙아시아

#### 카자흐스탄
2018년 카자흐스탄에서는 대규모 토지개혁 시위가 열렸다. 시위대는 중국 기업에 토지를 임대하는 것과 중국 기업과 무역업자의 경제적 지배에 반대하는 시위를 벌였다. 카자흐스탄에서 중국혐오증을 유발하는 다른 이슈들 역시 신장 분쟁과 카자흐스탄이 상당수의 위구르 분리주의자들을 유치하는 것에 관한 것이다.

#### 타지키스탄
최근 타지키스탄에서 중국이 타지키스탄으로부터 토지를 빼앗았다는 비난으로 인해 중국과 중국인에 대한 분노도 증가했다. 2013년 타지크 대중사회민주당 당수 라흐마틸로 졸로프는 중국군이 상륙으로 얻은 것보다 더 깊이 타지키스탄에 침투하고 있다고 주장했다.

#### 키르기스스탄
키르기스스탄은 전통적으로 비동맹적이고 중국에 다소 긍정적이다. 그러나 청나라의 점령과 인종청소 등 역사적 불만이 있다. 한 키르기스스탄 농부는 앞으로 중국이 식민지를 만들 것을 우려해 "우리는 항상 중국인의 식민 지배를 받을 위험을 무릅쓰고 있다"고 주장했다. 한편 다른 중앙아시아 국가들처럼 키르기스스탄 국민들도 대부분 중국의 위구르 분리주의에 공감하고 있어 관계가 더욱 복잡해지고 있다.

### 동남아시아

#### 베트남
베트남은 오랜 기간 중국의 지배를 받아온 한편 이에 맞서 투쟁해 온 역사를 가지고 있다. 1979년에는 베트남과 중화인민공화국 사이에 중월전쟁이 벌어지기도 했다. 현대에는 남중국해의 영토 분쟁으로 인해 반중 감정이 증가하였다.

#### 필리핀
베트남과 마찬가지로 필리핀도 중국의 남중국해 주요섬에 대한 영유권 주장으로 반중 감정이 치닫고 있다. 이에 중국이 필리핀산 망고 불매운동을 벌이고 필리핀 농산물을 수입하지 않겠다고 하여 필리핀은 큰 타격을 입었다.

#### 인도네시아

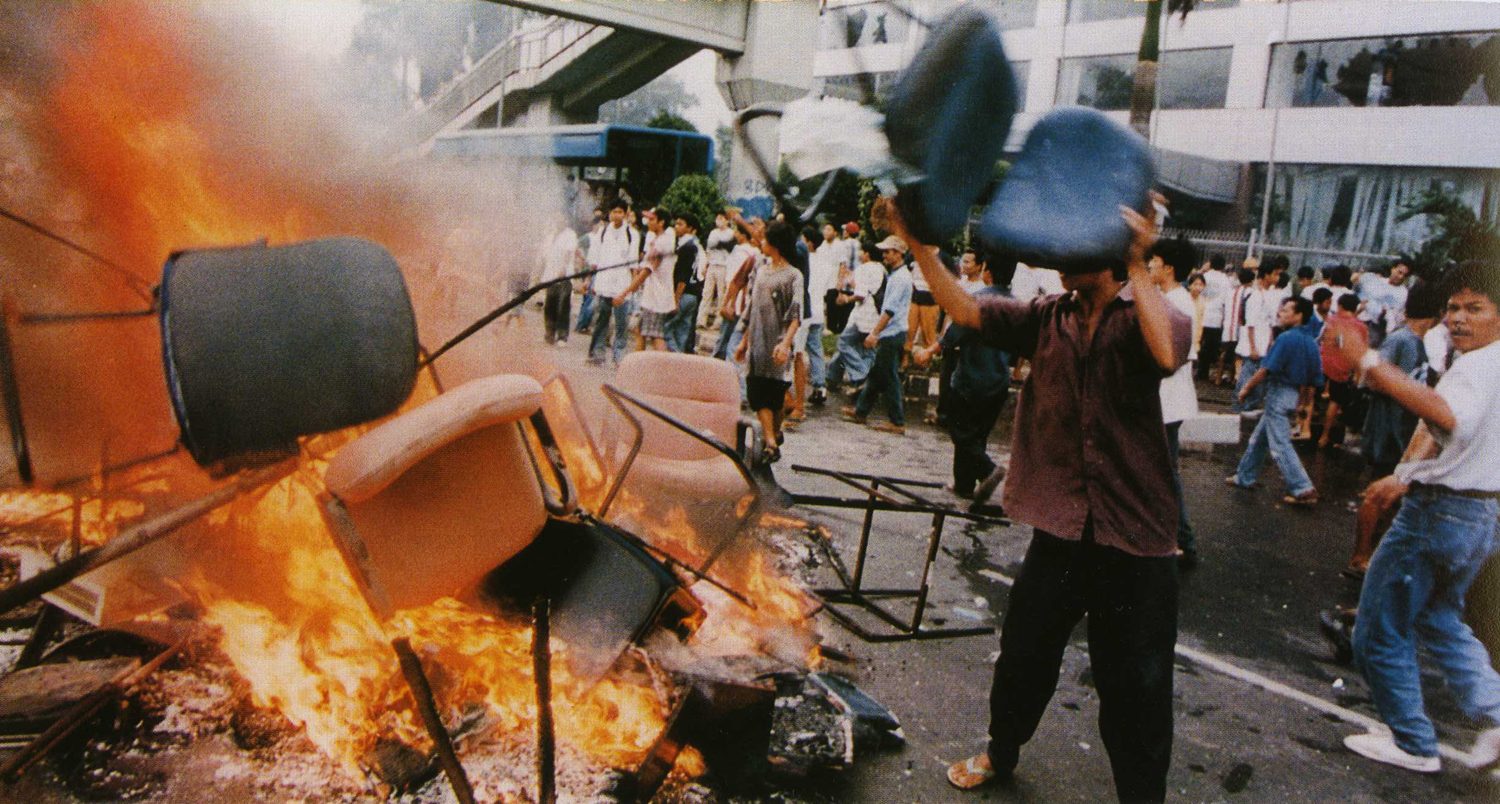
1998년 5월 인도네시아 인종 폭동 중 터져 나온 반중 감정으로 중국인 상점들은 주요한 공격 대상이 되었다.

인도네시아에는 인구의 극소수를 차지하고 있는 화교들이 부의 상당 부분을 가지고 있어 비화교의 중국인에 대한 반감이 심하다. 1965~66년에는 폭동이 일어나 외모가 중국인같이 생겼다고 살해당하는 일도 있었다. 1998년 수하르토 대통령의 몰락 이후 인도네시아 폭동에서도 많은 중국인들이 폭도들의 표적이 되어 많은 수의 약탈이 발생했다.

#### 미얀마
미얀마의 계속되는 인종 폭동과 1967년 중국 사회에 대한 버마의 폭동은 PRC를 불쾌하게 만들었고, 이로 인해 중국이 버마에 맞서 민족 및 정치 반군을 무장시켰다. 오늘날, 중국의 투자에 대한 분노와 천연자원에 대한 그들의 인식된 착취 또한 중-미얀마 관계를 방해했다. 미얀마에 사는 중국인들 또한 버마 언론과 대중문화에서 차별적인 법과 미사여구를 받아왔다.

### 남아시아

#### 부탄
부탄과 중국의 관계는 역사적으로 긴박했고 과거 사건들은 부탄 내부에 반중 감정을 불러 일으켰다. 특히 1959년 중국 정부가 티베트 불교 기관을 파괴한 것은 티베트 내 반중 정서의 물결로 이어졌다. 마찬가지로, 논란이 된 지도인 중국 부탄 영토의 대부분을 묘사한 《중국의 짧은 역사》와 1960년 "티베트에서 단결된 가족을 형성" 그리고 "그들은 다시 한 번 단결해서 공산주의 교리를 가르쳐야 한다"는 중국의 성명서가 출간된 것도 이 모든 것을 이끌었다. 국경 폐쇄, 무역, 중국과의 모든 외교적 접촉을 포함한 부탄의 적대 반응 부탄과 중국은 외교 관계를 수립하지 않았다.

#### 스리랑카
스리랑카 내전을 종식시킨 중국의 긍정적 역할에도 불구하고 일부 국민들 사이에선 중국의 대남 투자를 둘러싼 반중 감정이 형성돼 있다.

#### 인도
인도는 티베트 지역에서의 인도-중국 국경 분쟁이 반중정서의 주요한 원인이 되고 있다.

##### 역사
인도는 중국과 오랜 국경분쟁이 있으며 아직도 해결되지 않았다. 1962년에는 중국과 중인전쟁도 벌였다. 이 62년 중인전쟁에서 악사이친을 빼앗겼다. 이 외에도 중국은 인도가 실효지배하는 남티베트같은 곳까지 자국 영토라 주장하고 있다. 중국과는 계속해서 간헐적으로 군사적 충돌이 있었으며 최근에는 총 없이 싸웠는데도 수십명의 사상자가 발생하는 등 엄청난 싸움이 있었다. 이때 쇠못을 박은 몽둥이 등이 중국군이 사용한 무기로 드러나며 인도인의 분노를 불러일으켰다. 인도정부는 틱톡을 포함한 중국 앱 사용을 금지했고 전인도에서 중국 불매운동이 일어나고 있다.
또한 티베트 망명정부도 인도 다람살라에 위치해 있는 등 티베트의 독립에 대한 양국의 입장도 확연히 다르다.

#### 아프가니스탄
최근 신장 분쟁은 아프가니스탄과 중국의 관계를 긴장시켰다.

#### 리투아니아
최근 몇 년간 타이완, 홍콩, 중국의 모바일 스파이 행위에 대한 논쟁으로 인한 중국과 리투아니아 사이의 긴장은 리투아니아인들 사이에서 중국에 대한 부정적인 의견이 증가하는 데 기여했다.

### 아프리카
일부 아프리카 국가에서는 반중국 포퓰리즘이 대두되고 있다. 중국 근로자들과 사업주들이 대륙의 일부 지역에서 현지인들의 공격을 받는 사건이 보고되었다. 최근 광저우에서 발생한 COVID-19 전염병 기간 동안 아프리카인들에 대한 퇴거, 차별 및 기타 학대에 대한 보고가 일부 아프리카 정치인들의 중국 대사들에 대한 반감을 표출하고 있다.

#### 케냐
케냐에서는 2016년 케냐인 노동자와 중국 내 이민자들을 상대로 케냐인들의 일자리를 약탈하고 빼앗았다며 중국인들을 비난하면서 반중 감정이 형성됐다.

#### 가나
가나 사람들은 중국 광부들이 불법으로 일자리를 빼앗고, 지역 상수도 공급을 오염시키며, 일을 통해 농업 생산을 방해한다고 주장해왔다.
16세의 중국인 불법 광부가 2012년 체포를 모면하려다 총에 맞았다.

#### 잠비아
2006년, 중국 기업들은 반중국 애국전선의 선거 패배 이후 분노한 군중들에 의해 폭동의 표적이 되었다. 델리 암베드카르 대학의 로히트 네기에 따르면, "잠비아에서 중국에 대한 대중의 반대는 경제적 민족주의의 급증과 신자유주의 정통주의에 대한 새로운 도전과 연결되어 있다." 잠비아의 집권 정부는 중국인들에 대한 외국인 혐오 공격을 부추기고 있다고 비난했다. 홍콩 과기대학의 2016년 연구는 현지인들이 중국인들에 대해 백인들만큼 높은 순위를 차지하지 않고, 레바논인들, 그리고 어느 정도는 인도인들에 비해 부정적인 순위를 차지하면서, 중국인들에 대해 더 미묘한 시각을 가지고 있음을 시사하는 바가 있다.

## 같이 보기
- 대만 문제
- 중국의 민족
- 악의 축
- 남중국해의 영토 분쟁